# Kúrxino
Kúrxino (en rus: Куршино) és una ciutat de l'óblast de Kírov, a Rússia, segons el cens del 2010 tenia 344. Pertany al districte (raion) de Viàtskie Poliani.